# Spartacus (insecto)
Spartacus é um género de insectos pertencentes à família Miridae.
As espécies deste género podem ser encontradas na América do Sul.
- Spartacus albatus Distant, 1884
- Spartacus bifasciatus Carvalho, 1989
- Spartacus bolivianus Carvalho & Gomes, 1971
- Spartacus discovittatus Carvalho, 1945
- Spartacus entrerianus Carvalho & Carpintero, 1986
- Spartacus itatiaiensis Carvalho, 1980
- Spartacus minensis Carvalho, 1985
- Spartacus panamensis Carvalho, 1985
- Spartacus tenuis Carvalho, 1945
- Spartacus venezuelanus Carvalho, 1989